# West Rock Ridge
West Rock Ridge est un chaînon situé dans l'État du Connecticut (États-Unis) et faisant partie de Metacomet Ridge, une longue arête rocheuse des Appalaches qui traverse le sud de la Nouvelle-Angleterre sur 160 kilomètres de long. West Rock Ridge est une destination populaire pour la pratique de la randonnée pédestre, réputée pour ses hautes falaises, le panorama qu'elle offre, son microclimat ainsi que sa faune et sa flore variées.

## Géographie

### Situation

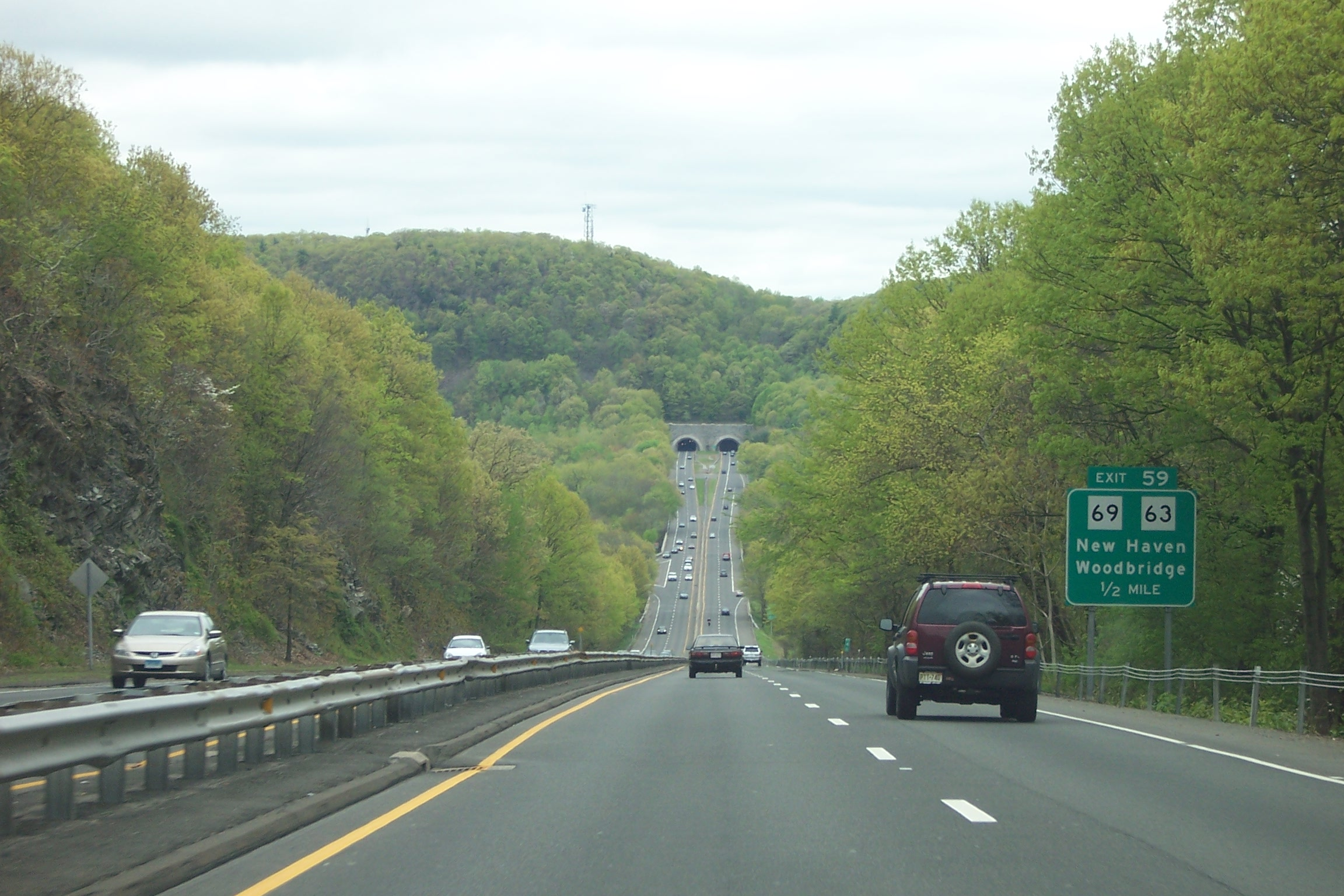
Vue de West Rock Ridge à l'approche du Heroes Tunnel.

West Rock Ridge est entièrement située sur le territoire des villes de New Haven, Hamden, Woodbridge et Bethany. Metacomet Ridge, dont fait partie West Rock Ridge, se prolonge au nord par le mont Sanford et au nord-est par le Sleeping Giant, au sud-est par East Rock.
La Wilbur Cross Parkway (route 15) passe sous la partie méridionale du chaînon à travers le West Rock Tunnel, aussi connu sous le nom de Heroes Tunnel.

### Topographie

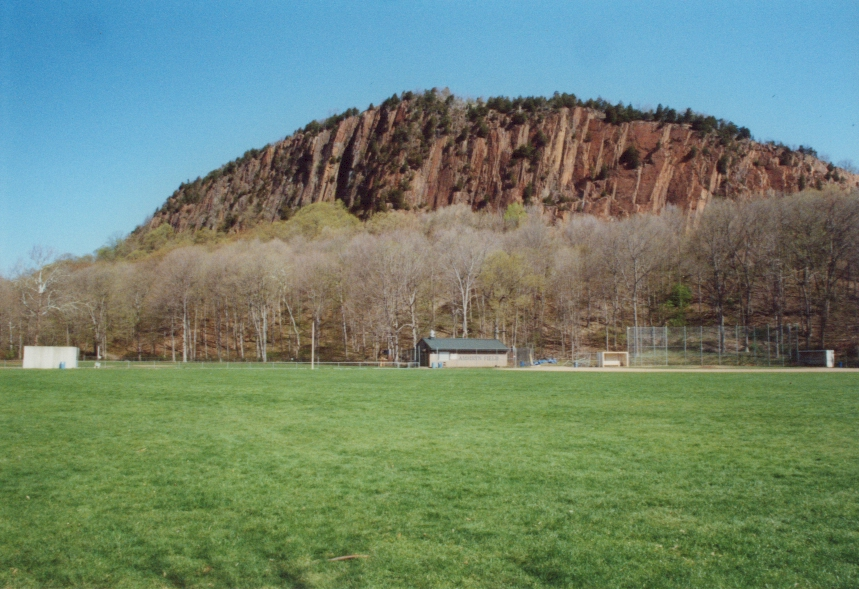
Extrémité méridionale du chaînon vue depuis New Haven.

West Rock Ridge s'élève abruptement 150 mètres au-dessus des plaines environnantes. Il s'étend sur 11 kilomètres de long pour 1,5 kilomètre en son point le plus large, bien que le relief rende cette distance au sol plus importante. Il culmine à 213 mètres d'altitude à High Rock, aussi appelé York Mountain, à l'extrémité septentrionale du chaînon. West Rock, surnommé localement South Overlook, domine l'extrémité méridionale du haut de ses 122 mètres d'altitude. Plusieurs reliefs secondaires se situent entre ces deux points. Le site de Judges’ Cave est également situé au sud.

### Hydrographie
Le chaînon est un important aquifère. Plusieurs réservoirs et étendues d'eau naturelles sont situées au sein de West Rock Ridge ou dans ses environs immédiats. À l'ouest, les lacs Dawson et Watrous sont deux réservoirs appartenant à la South Central Connecticut Regional Water Authority. Konolds Pond est un petit étang situé au nord de la route 15, dans une zone industrielle. Le principal plan d'eau à l'intérieur du parc est le lac Wintergreen, sur le versant oriental, avec 18 ha. Farm Brook Reservoir est situé au nord, tandis qu'un petit étang non nommé se trouve près de Mountain Road, toujours à l'est des crêtes.
Les eaux du versant oriental s'écoulent dans le Belden Brook, affluent de la West River (en) qui se jette directement dans l'océan Atlantique au Long Island Sound, celles du versant occidental s'écoulent directement dans la West River, tandis que le versant septentrional appartient au bassin du fleuve Mill River.

### Faune et flore
West Rock Ridge offre une combinaison de microclimats et une variété d'écosystèmes inhabituels pour la région. Les crêtes, chaudes et sèches, abritent des espèces d'herbacées généralement dominées par le chêne châtaignier. Le Genévrier de Virginie (Juniperus virginiana), une espèce adaptée aux terrains secs, s'accroche aux rebords des falaises. La flore des versants est plus proche de celle des plateaux adjacents et accueille des espèces animales communes du biotope oak-hickory forest (littéralement « forêt de chêne et de caryer »). La Pruche du Canada (Tsuga canadensis) encercle les étroites ravines, empêchant la lumière du soleil d'atteindre le sol et créant des conditions de développement plus froides et humides, y favorisant l'apparition d'espèces végétales associées aux climats froids. Les pentes des talus sont riches en nutriments et recouvertes par de nombreuses espèces adaptées aux sols calcaires, inhabituelles dans la région. Les kilomètres de falaises abruptes rendent les conditions de vie idéales pour de nombreuses espèces animales et végétales classées comme rares. West Rock Ridge est un important corridor migratoire saisonnier pour les rapaces,.

### Géologie
West Rock Ridge s'est formé il y a 200 millions d'années au cours du Trias et du Jurassique et se compose de basalte, une roche volcanique effusive de couleur sombre qui vire au brun-rouille lorsque le fer qu'elle contient s'oxyde au contact de l'air. Les intrusions de basalte sont généralement de forme octogonale ou pentagonale et produisent des formations appelées « orgues basaltiques ». De vastes talus composés d'éboulis basaltiques issus de l'érosion sont visibles au pied de nombreuses falaises. Les crêtes basaltiques sont le résultat d'une série de coulées de lave massives, d'une centaine de mètres d'épaisseur, qui se sont échappées par des failles créées lors de la séparation de la Laurasia et du Gondwana, puis de l'Amérique du Nord et de l'Eurasie. Les émissions de lave se sont déroulées durant 20 millions d'années.
L'érosion qui se produit entre les éruptions successives dépose des couches de sédiments entre les coulées basaltiques. Leur lithification forme finalement des roches sédimentaires. Par la suite, cette alternance de couches en « mille-feuille » se fissure et se soulève. Les érosions ultérieures ont davantage entamé les roches sédimentaires, exposant les arêtes des roches basaltiques et donnant naissance à de longues crêtes et falaises caractéristiques.

## Histoire

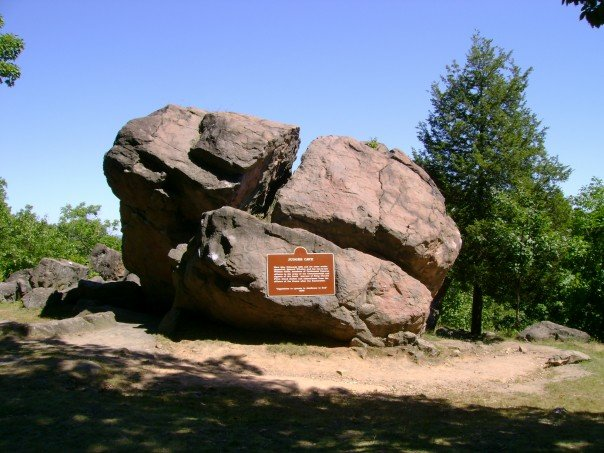
Vue de Judges’ Cave.

Judges’ Cave et le Regicides Trail, qui traverse le chaînon sur toute sa longueur, ont reçu leur nom d'après deux juges, Edward Whalley et son gendre William Goffe. Ils ont signé l'acte d'exécution du roi Charles Ier d'Angleterre en 1649. Après la Restauration de la monarchie avec Charles II en 1660, les auteurs du régicide fuient vers West Rock Ridge afin d'échapper à leur arrestation et se cachent par intermittence durant l'été dans une grotte au sommet des crêtes.
En 1975, l'Assemblée générale du Connecticut a établi l'acte concernant le West Rock Ridge State Park, entérinant la création du parc en même temps que l'acquisition par le Connecticut Department of Environmental Protection (DEP) de 2,4 km2 de terrains auprès de la ville de New Haven. Cet acte donne le droit au DEP de refuser la vente de parcelles privées à l'intérieur de la zone de protection de West Rock Ridge. Le but du document est de permettre à l'État d'accroître la taille du parc, de sorte qu'elle est passée au début du XXIe siècle à 6,5 km2.

## Activités

### Tourisme
Un réseau de routes périurbaines permet d'accéder à West Rock Ridge de tous côtés et une route pavée parcourt les crêtes sur toute leur longueur du Memorial Day jusqu'au dernier week-end d'octobre. Le chaînon abrite un important réseau de sentiers de randonnée pédestre, dont le Regicides Trail qui le traverse du nord au sud et une partie des 37 kilomètres du Quinnipiac Trail qui coupe sa partie septentrionale et se prolonge vers le mont Sanford au nord et le Sleeping Giant au nord-est. Tous deux sont maintenus par la Connecticut Forest and Park Association.
La montagne constitue une destination populaire parmi les résidents et les visiteurs de la métropole de New Haven et sa région. Le panorama depuis le sommet des falaises s'étend de New Haven jusqu'à Long Island au sud, aux paysages ruraux et aux monts Berkshire à l'ouest.
Le parc est ouvert quotidiennement de 8 h 00 jusqu'au crépuscule à la randonnée pédestre, au cyclisme, à la pêche, au canotage, à l'équitation, au pique-nique et à diverses autres activités de détente.
La ville de New Haven, qui possède les 17 ha du West Rock Nature Center sur le versant Sud-Est de la montagne, dispense des programmes pédagogiques sur l'écologie locale, monte des ateliers en plein-air, aménage des jardins et des sentiers éducatifs et gère un centre d'information pour les visiteurs. Le centre fonctionne depuis 1946 et figure sur la liste du State Register of Historic Places de la Connecticut Historical Commission. La ville de Woodbridge gère la Bishop Estate, une propriété de 0,65 km2 sur le versant occidental, ainsi que les Darling House Trails qui la traversent et qui sont reliés au Regicides Trail. Elle abrite également des monuments historiques, des jardins et un pont sur la West River. Nommée en l'honneur de Thomas Darling (1720–1789), un acteur de la Révolution américaine et ami de Benjamin Franklin, la propriété est ouverte aux activités de détente comme la randonnée pédestre, le pique-nique et l'observation ornithologique.

### Protection environnementale

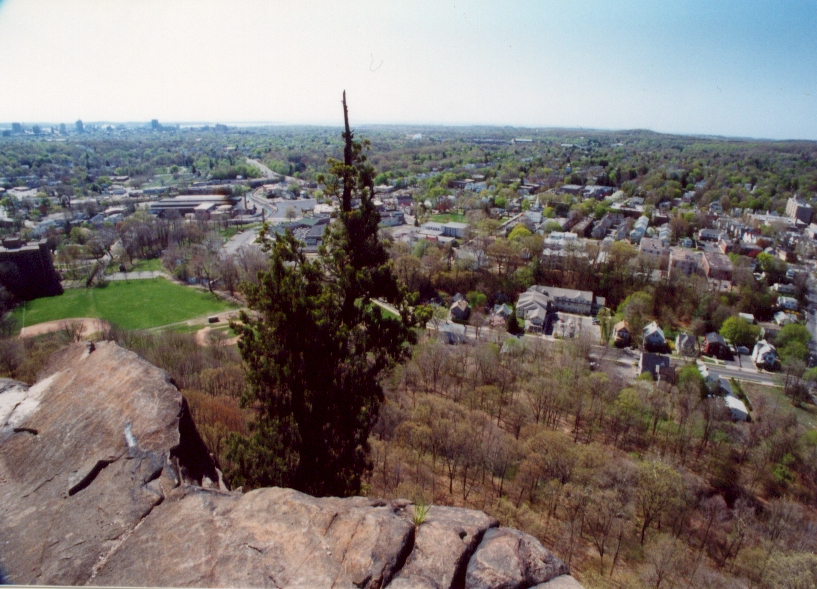
Vue de New Haven depuis West Rock.

Le développement périurbain est en vigueur sur le versant septentrional mais n'atteint pas le sommet des crêtes. La plus grande partie du chaînon est placée dans le domaine public sous le statut de parc d'État ou parc municipal, et comme réserve hydrologique. West Rock Ridge State Park occupe la partie sommitale des crêtes et le lac Wintergreen.
La Bethany Conservation Commission, la ville de Hamden, le Woodbridge Land Trust et le Bethany Land Trust sont également actifs dans la conservation et la préservation du panorama. Quelques tours de communication s'élèvent toutefois depuis les crêtes.

## Culture populaire

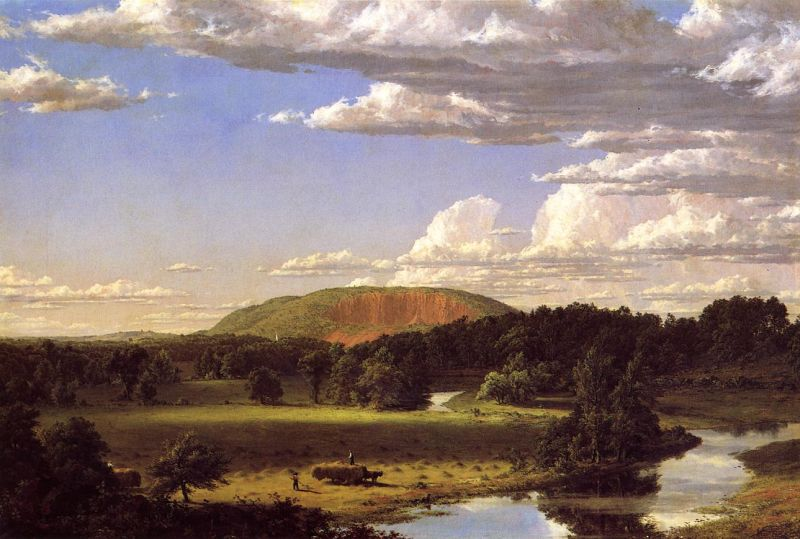
West Rock, New Haven par Frederic Edwin Church, 1849.

Le peintre Frederic Edwin Church a représenté la montagne en 1849.